# Hechtia fragilis
Hechtia fragilis är en gräsväxtart som beskrevs av Burt-utley och John F. Utley. Hechtia fragilis ingår i släktet Hechtia och familjen Bromeliaceae. Inga underarter finns listade i Catalogue of Life.